# 닷코정
닷코정(일본어: 田子町 닷코마치[*])은 일본 아오모리현 산노헤군 서남부에 있는 정이다.
남쪽은 이와테현, 서쪽은 아키타현과 경계를 접하는 아오모리현의 최남단 정이다. 면적의 대부분을 산지가 차지하고 있고 정을 동서로 흐르는 구마하라강, 소마이강, 오가와강 등의 유역을 따라 인구가 집중되어 있다. 정명은 아이누어의 타프코프(작은 언덕)에서 유래한다. 산악 지대 특유의 냉량한 기후이며 일교차도 크다. 또 마늘 생산량이 일본 제일이며 '마늘의 마을'로 일본에서 전국적으로 알려져 있다.

## 지리
아오모리현 최남부의 이와테현, 아키타현과의 경계에 위치한다. 핫코다 산계를 구성하는 산악 지대에 위치하고 면적의 대부분을 산지가 차지하는 자연이 풍부한 정이다. 1992년에는 일본 환경청에 의해 일본에서 밤하늘에 별이 가장 빛나는 곳으로 인정되었다.

## 역사
예로부터 정주 취락이 존재하였던 것으로 보이며 조몬 유적도 다수 출토되고 있다. 가마쿠라 시대 초에 오슈 전투의 공으로 난부 미쓰유키가 누카노부 5군을 받은 후 난부씨의 지배지가 되었다. 닷코에도 지성이 축성되어 가즈미 방면으로의 요충지로 기능했다. 에도 시대에 들면서 난부번령 오사리자와 동광을 산출하는 산(가즈노시)에서 노헤지항을 잇는 교역로로 번창했다.
- 1889년 - 정촌제 시행으로 닷코촌과 가미고촌으로 분리되었다.
- 1928년 11월 10일 - 정으로 승격해 닷코정이 되었다.
- 1955년 3월 1일 - 닷코정과 가미고촌이 합병해 새로운 닷코정이 되었다.

## 교통

### 도로
- 국도 104호선

## 인구
| 연도 | 인구   | ±%     |
| ---- | ------ | ------ |
| 1920 | 7,896  | —      |
| 1930 | 8,579  | +8.6%  |
| 1940 | 8,832  | +2.9%  |
| 1950 | 10,834 | +22.7% |
| 1960 | 11,097 | +2.4%  |
| 1970 | 9,427  | −15.0% |
| 1980 | 8,878  | −5.8%  |
| 1990 | 8,106  | −8.7%  |
| 2000 | 7,288  | −10.1% |
| 2010 | 6,176  | −15.3% |